# Nevados de Payachatas
Los nevados de Payachatas (del aimara: payachata ‘gemelos o mellizos’) son un conjunto de dos volcanes activos, compuestos por el Parinacota y el Pomerape, situados en la frontera que divide Bolivia y Chile. Ambos miden más de 6000 m s. n. m. Se encuentran situados dentro del parque nacional Sajama, en Bolivia, y del parque nacional Lauca, en Chile.